# Милован Крстић
Милован Крстић (Горњи Матејевац код Ниша, 1909 — Београд, 2006) био је српски вајар. Завршио је Уметничку школу у Београду. Бавио се педагошким радом. Аутор је више споменика и спомен-обележја из НОБ-а и изведених скулптура у слободном простору.

## Биографија
Своју педагошку делатност започео је у родном крају, још пре Другог светског рата. Касније одлази за Београд, али родном граду оставља више споменика и јавних скулптура. Такви су: Устанак, рељеф на споменику палим борцима у селу Каменица, Бомбаш у селу Горњи Матејевац, Осматрач у селу Малча, затим Позив на устанак у Сићеву, Надежда Петровић на кеју крај Нишаве. Крстићеве скулптуре поседују и бројне нишке породице и колекционари. Његово дело је обимно и разноврсно, и тематски и по материјалу. Познато је да је у раду полазио од природе, рашчлањивао форме у портрету, мајоловски умекшавао масе људских фигура, нарочито женских актова и у композицијама тражио одређену ритмичност.